# Derby de Minho
Le Derby de Minho désigne la rivalité sportive entre les clubs portugais du SC Braga et du Vitória de Guimarães, les deux clubs les plus supporté de la région de Minho.

## Historique
Plus qu'une rivalité entre deux clubs sportifs, il s'agit d'une rivalité entre deux villes historiques et voisines de 25 kilomètres, qui prend racine avant la fondation de la nation portugaise, dans les luttes entre les pouvoirs des archevêques de Braga et ceux des comtes du Condado Portucalense. Il y a eu jusqu'à aujourd'hui plusieurs manifestations d'antipathie entre les deux villes, comme par exemple l'absence de ligne de chemin de fer entre les deux villes (avec à la place deux voies ferrées isolées reliant chacune des villes à Porto) ou la controverse autour de la création de l'université du Minho,.
Au delà de l'histoire commune des deux villes, les clubs partagent des traits similaires sur le plan sportif, ce qui rend leur affrontement spécial. À l'exception des "Trois Grands", ce sont les seuls clubs à conserver une masse considérable de supporters et à maintenir une affluence importante au stade. Le Vitória SC compte plus de 36 000 membres, tandis que le SC Braga en comptera un peu plus de 27 000 en 2024. Ce sont les clubs qui, sur le plan sportif, ont été les plus consistants, hors les Trois Grands, dans la lutte pour le titre en Liga Portugal et pour la qualification aux compétitions européennes. Ils ont réussi à remporter des titres tant chez les seniors que chez les jeunes. Le SC Braga a été officiellement fondé en 1921, et Vitória en 1922.
Le SC Braga et le Vitoria SC se situent donc à un niveau intermédiaire entre les Trois Grands et les autres clubs portugais, le derby du Minho étant le 4e match le plus populaire du pays, après les derbys entre les grands. A la date du 19 septembre 2024, 157 derby de Minho ont été joué dans toutes les compétitions portugaises. Braga en a remporté 63, Vitória de Guimarães 61, pour 33 matchs nuls.

### Matchs en tête-à-tête
Dernier match pris en compte: SC Braga vs Vitória SC, 15 septembre 2024, Primeira Liga Portuguesa.
| Compétitions Nationales | Vict. Vitória SC | Matchs Nuls | Vict. SC Braga | Matchs |
| ----------------------- | ---------------- | ----------- | -------------- | ------ |
| Primeira Liga           | 51               | 28          | 52             | 131    |
| Taça de Portugal        | 3                | 2           | 7              | 12     |
| Taça da Liga            | 0                | 1           | 1              | 2      |
| Taça FPF                | 0                | 1           | 1              | 2      |
| II Divisão              | 7                | 1           | 2              | 10     |
| Totale                  | 61               | 33          | 63             | 157    |